# Прохідницький комплекс
Прохі́дницький ко́мплекс — система гірничих машин, що забезпечує механізацію всіх осн. операцій процесу проведення гірничих виробок, включаючи руйнування масиву, навантаження, транспортування гірничої маси і кріплення виробок.
Прохідницький комплекс застосовують для проходки вертикальних шахтних стовбурів (стволо-прохідницькі комплекси), проведення шахтних виробок і тунелів (залізничних, метро тощо).
Прохідницький комплекс агрегатного типу базується на технологічно і кінематично пов'язаній системі гірничих машин, змонтованих на єдиній базі.